# 남양군 (중국)
남양군(南陽郡)은 중국의 옛 군현제의 군이다. 군의 치소는 완현(지금의 난양 시 완청 구)에 있었고, 한때에는 양성(허난성 덩저우 시)에도 있었다.

## 진
소양왕(昭襄王) 25년(기원전 292), 백기(白起)가 초(楚)나라를 공격해 완(宛)을 점령하고, 소양왕 35년(기원전 272)에 남양군을 설치했다.

## 전한
형주자사부에 속했다. 원시 2년(2년)의 인구조사에 따르면 호구 35만 9316호, 인구 194만 2051명, 36현을 관할했다. 현대의 난양 시 중부와 동부, 샹양 시 북부, 쑤이저우 시 일대의 영역이었다.
| 현명     | 한자     | 대략적 위치               | 비고 |
| -------- | -------- | ------------------------- | --- |
| 완현     | 宛縣     | 난양시                    | 옛 신백국(申伯國)이다. 굴신성(屈申城)이 있다. 47,547호다. 군의 치소였다. |
| 주현     | 犫縣     | 핑딩산시 루산 현 남동     | |
| 두연현   | 杜衍縣   | 난양시 남서               | |
| 찬후국   | 酇侯國   | 샹양시 라오허커우 시 북서 | 소하의 후손 소경의 후국으로, 소하의 후국 차후국(酇侯國)은 이곳과는 다른 곳으로 차후국(䣜侯國)으로도 쓰며 패군에 속한다.                                                                               |
| 육양현   | 育陽縣   | 난양시 남                 | 남서취(南筮聚)가 북동쪽에 있다. 응소에 따르면 육수(育水)는 홍농군 노씨현에서 나와 남으로 면수로 들어간다.                                                                                             |
| 박산후국 | 博山侯國 | 난양시 시촨 현 남         | 공광의 후국이다. 애제 때 설치했다. |
| 열양현   | 涅陽縣   | 난양시 전핑 현 남         | 여등과 최의 후국이었다. 응소에 따르면 열수(涅水)의 북쪽[陽]이다. |
| 음현     | 陰縣     | 샹양시 라오허커우 시 북   | |
| 자양현   | 堵陽縣   | 난양시 팡청 현 동         | |
| 이현     | 雉縣     | 난양시 난자오 현 남동     | 형산(衡山)에서 예수(澧水)가 나와서 동으로 옥(𨜘)에 이르러 여수(汝水)로 들어간다. |
| 산도현   | 山都縣   | 샹양시 샹저우 구 북서     | |
| 채양현   | 蔡陽縣   | 샹양시 짜오양 시 남서     | 왕망의 어머니 공현군(功顯君)의 읍이다. 응소에 따르면 채수(蔡水)가 나와서 동으로 회수로 들어간다. |
| 신야현   | 新野縣   | 난양시 신예 현            | |
| 축양현   | 筑陽縣   | 샹양시 구청 현 북동       | 응소에 따르면 축수(筑水)가 방릉에서 나와서 동으로 면수로 들어간다. |
| 극양현   | 棘陽縣   | 난양시 신예 현 북동       | 응소에 따르면 극수(棘水)의 북쪽[陽]이다. |
| 무당현   | 武當縣   | 스옌시 단장커우 시 북서   | |
| 무음현   | 武陰縣   | 주마뎬시 비양 현 북       | 중음산(中陰山)에서 친수(瀙水)가 나와 동으로 채에 이르러 여수로 들어간다. |
| 서악현   | 西鄂縣   | 난양시 북                 | |
| 양현     | 穰縣     | 난양시 덩저우 시          | |
| 척현     | 酈縣     | 난양시 북서               | 육수가 북서에서 나와서 남으로 한수로 들어간다. |
| 안중후국 | 安衆侯國 | 난양시 덩저우 시 북동     | 장사정왕의 아들 유단의 후국이다. 옛 완현의 서향(西鄕)이다. |
| 관군후국 | 冠軍侯國 | 난양시 덩저우 시 북서     | 곽거병의 후국이다. 무제가 양현의 노양향(盧陽鄕)과 완현의 임조취(臨駣聚)를 나누어 설치했다. |
| 비양현   | 比陽縣   | 주마뎬시 비양 현          | |
| 평씨현   | 平氏縣   | 난양시 퉁바이 현 북서     | 《우공》의 동백대복산(桐柏大復山)이 남동쪽에 있어, 회수가 나와 남동으로 회포에 이르러 바다로 들어가니, 남양·여남·육안·구강·패·사수·임회 7군을 지나 3,240리를 가니, 청주천(靑州川)이다.                |
| 수현     | 隨縣     | 쑤이저우시                | 옛 수(隨)나라가 있었으며, 또 나향(厲鄕)에는 나(厲)나라가 있었다. |
| 섭현     | 葉縣     | 핑딩산시 예 현 남         | 초나라 섭공(葉公)의 읍으로, 장성이 있어 방성(方城)이라 했다. |
| 등현     | 鄧縣     | 샹양시 샹저우 구 북서     | 옛 등(鄧)나라가 있었다. |
| 조양현   | 朝陽縣   | 난양시 덩저우 시 남동     | |
| 노양현   | 魯陽縣   | 핑딩산시 루산 현          | 노산(魯山)이 있는데 옛 노현(魯縣)으로 어룡씨(御龍氏)가 여기로 옮겼다. 노산에서 치수(滍水)가 나와 북동으로 정릉에 이르러 여수로 들어간다. 또 곤수(昆水)가 있어 남동으로 정릉에 이르러 여수로 들어간다. |
| 용릉후국 | 舂陵侯國 | 샹양시 짜오양 시 남       | 옛 채양현의 백수향(白水鄕)이다. 상당향(上唐鄕)은 옛 당나라다. 본래 영릉군 관할의 영도현(零道縣)의 일부였는데, 유인의 청원으로 초원 4년(기원전 45년)에 이곳으로 옮겨졌다.                              |
| 신도후국 | 新都侯國 | 난양시 신예 현 동         | 왕망의 후국이다. |
| 호양현   | 湖陽縣   | 난양시 탕허 현 남         | 옛 유(廖)나라가 있었다. |
| 홍양후국 | 紅陽侯國 | 핑딩산시 예 현 남         | 왕립(王立)의 후국이다. |
| 악성후국 | 樂成侯國 | 난양시 텅저우 시 남서     | 허연수의 후국이다. |
| 박망후국 | 博望侯國 | 난양시 북동               | 장건과 허순의 후국이다. |
| 복양후국 | 復陽侯國 | 난양시 퉁바이 현 북서     | 옛 호양현의 악향(樂鄕)이다. |

## 신
왕망은 남양의 이름을 전수(前隊)로 고쳤으며, 또 다음 현의 이름을 고쳤다.
| 전한 | 신         |
| ---- | ---------- |
| 완   | 남양(南陽) |
| 두연 | 윤연(閏衍) |
| 찬   | 남경(南庚) |
| 열양 | 전정(前亭) |
| 자양 | 양성(陽城) |
| 축양 | 의화(宜禾) |
| 양   | 농양(農穰) |
| 평씨 | 평선(平善) |
| 조양 | 여신(厲信) |
| 신도 | 신림(新林) |
| 홍양 | 홍유(紅兪) |
| 박망 | 의악(宜樂) |

신나라 말기, 정정이 혼란해져 여기저기 반란군이 일어나고, 인근 강하군에서 녹림군이 일어났다. 녹림군은 근거지에 역병이 돌자 이를 피해 흩어졌고, 이들 중 이 전수군(前隊郡)에 자리를 잡은 무리를 신시병(新市兵)이라고 일컫는다. 한편 채양현 사람으로 전한의 종실인 유연이 거병해 용릉병을 일컫고 녹림군에 가담했으며, 유연의 부름에 응해 한데 모인 녹림군은 마침내 전수대부 진부와 전수속정 양구사를 무찔러 죽이고 한 경시제를 황제로 추대하기에 이른다. 경시제 정권이 몰락한 이후, 이 군의 축양현 출신 군벌 연잠이 원래의 세력인 한중에서 밀려나 관중을 거쳐 이 군의 몇 현에서 할거하고 광무제와 싸웠으나 패퇴해 공손술의 세력권이 된 한중으로 달아났다.

## 후한
37성, 52만 8551호, 243만 9618명이 있었다.
| 이름       | 종류 | 비고                                                         |
| ---------- | ---- | ------------------------------------------------------------ |
| 완(宛)     | 현   | 군의 치소였다.                                               |
| 관군(冠軍) | 읍   |                                                              |
| 섭(葉)     | 현   |                                                              |
| 신야(新野) | 현   | 전한의 신도현은 후한의 신야현 동향(東鄕)이다.                |
| 장릉(章陵) | 현   | 전한의 용릉으로, 광무제(光武帝)가 개명했다.                  |
| 서악(西鄂) | 현   |                                                              |
| 이(雉)     | 현   |                                                              |
| 노양(魯陽) | 현   |                                                              |
| 추(犨)     | 현   |                                                              |
| 자양(堵陽) | 현   |                                                              |
| 박망(博望) | 후국 |                                                              |
| 무음(武陰) | 읍   |                                                              |
| 비양(比陽) | 현   |                                                              |
| 복양(復陽) | 후국 |                                                              |
| 평씨(平氏) | 현   |                                                              |
| 동백(桐柏) | 현   |                                                              |
| 극양(棘陽) | 현   |                                                              |
| 호양(湖陽) | 읍   |                                                              |
| 수(隨)     | 현   |                                                              |
| 서(西)     | 현   |                                                              |
| 육양(育陽) | 읍   |                                                              |
| 열양(涅陽) | 현   |                                                              |
| 음(陰)     | 현   |                                                              |
| 찬(酇)     | 후국 |                                                              |
| 등(鄧)     | 현   |                                                              |
| 산도(山都) | 후국 |                                                              |
| 척(酈)     | 후국 |                                                              |
| 양(穰)     | 현   |                                                              |
| 조양(朝陽) | 현   |                                                              |
| 채양(蔡陽) | 후국 |                                                              |
| 안중(安衆) | 후국 |                                                              |
| 무당(武當) | 현   |                                                              |
| 순양(順陽) | 후국 | 전한의 박산이다.                                             |
| 성도(成都) | 현   |                                                              |
| 양향(陽鄕) | 현   |                                                              |
| 남향(南鄕) | 현   |                                                              |
| 단수(丹數) | 현   | 원래는 홍농군(弘農郡)의 속현이었다.                          |
| 석(析)     | 현   | 원래는 홍농군(弘農郡)의 속현이었다.                          |
| 융(隆)     | 현   | 《누수비》(婁壽碑)에만 보이며, 다른 사료에서는 찾을 수 없다. |

건안(建安) 13년(기원전 207), 조조(曹操)가 형주를 손에 넣고 남군의 서쪽을 갈라내어 남향군을 세웠다.
| 개편 이전 | 개편 이전 | 개편 이후 | 개편 이후 |
| --------- | --- | --------- | --- |
| 남양군    | 완, 관군, 섭, 신야, 장릉, 서악, 이, 노양, 주, 도양, 박망, 무음, 비양, 복양, 평씨, 동백, 극양, 호양, 수, 서, 육양, 열양, 등, 산도, 역, 양, 채양, 성도, 양향 | 남양군    | 완, 관군, 섭, 신야, 장릉, 서악, 이, 노양, 주, 도양, 박망, 무음, 비양, 복양, 평씨, 동백, 극양, 호양, 수, 서, 육양, 열양, 등, 산도, 역, 양, 채양, 성도, 양향 |
| 남양군    | 찬, 순양, 남향, 단수, 무당, 음, 축양, 석 | 남향군    | 찬, 순양, 남향, 단수, 무당, 음, 축양, 석 |

## 서진
14현 24,400호를 거느렸다. 영가의 난시기 전조의 창업자 유연이 행한 원정으로 평양군, 하동군, 홍농군, 상당군의 주민들이 고향을 떠나 하남군, 영천군, 양성군, 여남군과 본군에 정착했다. 하지만 이들은 토착민들에게 온갖 멸시를 받았고 이에 불만을 품은 유랑민들이 남양군, 영천군, 양성군, 여남군, 하남윤에서 반란을 일으켜 왕미의 반란에 호응했다.
| 이름       | 종류   | 비고                   |
| ---------- | ------ | ---------------------- |
| 완(宛)     | 현     | 군의 치소였다.         |
| 서악(西鄂) | 후상   |                        |
| 이(雉)     | 현     |                        |
| 노양(魯陽) | 공국상 |                        |
| 추(犨)     | 현     |                        |
| 육양(淯陽) | 공국상 |                        |
| 박망(博望) | 공국상 |                        |
| 자양(堵陽) | 현     |                        |
| 섭(葉)     | 후상   | 장성산(長城山)이 있다. |
| 무음(武陰) | 공국상 |                        |
| 비양(比陽) | 공국상 |                        |
| 열양(涅陽) | 현     |                        |
| 관군(冠軍) | 현     |                        |
| 척(酈)     | 현     |                        |

동오 멸망 후, 남양군을 분할하여 의양군을 분리신설했다.
| 개편 이전 | 개편 이전                                                                | 개편 이후 | 개편 이후                                                                |
| --------- | ------------------------------------------------------------------------ | --------- | ------------------------------------------------------------------------ |
| 남양군    | 완, 서악, 이, 노양, 주, 육양, 박망, 도양, 섭, 무음, 비양, 열양, 관군, 역 | 남양군    | 완, 서악, 이, 노양, 주, 육양, 박망, 도양, 섭, 무음, 비양, 열양, 관군, 역 |
| 남양군    | 신야, 양, 등, 채양, 수, 안창, 극양, 궐, 서, 평씨, 의양, 평림, 조양       | 의양군    | 신야, 양, 등, 채양, 수, 안창, 극양, 궐, 서, 평씨, 의양, 평림, 조양       |

## 유송
유유가 후진을 정복하고 획득한 중원, 관중일대를 포기하면서 그 지역의 주민들이 남양군 일대에 정착했다. 때문에 관중, 중원에 있던 여러 군현들이 본군지역에 교치되면서 군역이 축소되었고, 형주에서 옹주로 소속이 바뀌었다. 한편, 강하군등지에 살던 남만종족이 영가의 난이후 혼란기를 틈타 남양군 지역으로 이주했는데, 이들은 새로운 정착지에서 여러차례 남조를 상대로 반란을 일으켰다. 유송말의 기준으로 남양군은 7현 4,727호 38,132명을 거느렸다.
| 현명   | 한자   | 현급       | 비고 |
| ------ | ------ | ---------- | --- |
| 완현   | 宛縣   | 령(令)     | |
| 열양현 | 涅陽縣 | 령(令)     | 451년(유송 문제 원가 28년), 치수(雉水)의 남만이 본현을 약탈하자 남양태수 주담소(朱曇韶)가 토벌대를 보냈다. 그러나 토벌대는 남만을 상대로 큰 소득을 얻지 못했다가 병력을 증원한 것을 보고 남만이 퇴각했다. |
| 운양현 | 雲陽縣 | 남상(男相) | 효무제 시기 육양현을 지금의 이름으로 개명했다. |
| 관군현 | 冠軍縣 | 령(令)     | 무제 시기 양현에서 분리 신설되었다. |
| 척현   | 酈縣   | 령(令)     | |
| 무음현 | 舞陰縣 | 령(令)     | |
| 허창현 | 許昌縣 | 남상       | 영천군의 주민들이 이주하면서 신설된 것으로 보인다. |

## 수
개황 초기 주현제가 실시되면서 등주(鄧州)가 설치되었고, 양제 때 군현제가 실시되면서 등주가 남양군으로 바뀌었다. 8현 77,520호를 거느렸다.
| 현명   | 한자   | 대략적 위치                               | 비고 |
| ------ | ------ | ----------------------------------------- | --- |
| 양현   | 穰縣   | 난양 시 덩저우 시                         | 백수(白水)가 흐른다. |
| 신야현 | 新野縣 | 난양 시 신예 현                           | 과거 신야군에 속했고 극양현(棘陽縣)이라 불렸다. 또한 한광군(漢廣郡)이 있었으나 서위 때 황강군(黃岡郡)으로 불렸다. 또한 남극양현(南棘陽縣)·백녕현(百寧縣)이 있었는데, 북주때 모두 폐지되었고 남극양현이 극양현에 통폐합되었으며 개황 초기 신야현으로 개명되었다. |
| 남양현 | 南陽縣 | 난양 시                                   | 북주 때 완현(宛縣)에 상맥현(上陌縣)이 통폐합되었고, 상완현(上宛縣)으로 개명되었다. 개황 초기 남양군이 폐지되고 등주가 설치되었을 때 남양현으로 개명되었다. |
| 과양현 | 課陽縣 | 난양 시 덩저우 시 동북                    | 개황 초기 열양현(涅陽縣)이 지금의 이름으로 개명되었다. 과수(課水)·열수(涅水)가 현내에 흐른다. |
| 순양현 | 順陽縣 | 난양 시 덩저우 시 서북 문거진(文渠镇)일대 | 서위 때 순양군에서 정현(鄭縣)이 신설되었고, 얼마 뒤 청향현(淸鄕縣)으로 개명되었다. 북주 때 청향현에 순양현이 흡수되었고, 개황 초기 순양현으로 개명되었다. |
| 관군현 | 冠軍縣 | 난양 시 덩저우 시 관촌진 관군촌(冠军村)   | |
| 국담현 | 菊潭縣 | 난양 시 네이샹 현 북                      | 개황초기 역현(酈縣)이 지금의 이름으로 개명되었다. 동홍농군은 서위 때 무관군(武關郡)으로 개명되었다가 역현에 통폐합되었다. 매계(梅溪)·단수(湍水)가 현내에 있었다.                                                                                                |
| 신성현 | 新城縣 | 난양 시 네이샹 현 남                      | 서위에서 임단현(臨湍縣)으로 개명되었는데, 개황 초기 원래 이름으로 돌아갔다. |

## 군수·태수

### 전한
- 의종(무제 시기)
- 현(? ~ 기원전 60년)
- 정홍(선제 시기)[16]
- 소신신(선제 시기[16] ~ 원제 시기)
- 왕창(? ~ 기원전 30년)
- 진함(? ~ 기원전 16년)
- 설명(薛明, 성제 시기?)[17]
- 원(原) 아무개(애제 시기): 원섭의 아버지다.[18]
- 손총(기원전 3년? ~ 기원전 1년)

### 신
- 범중공(范仲公)[19]
- 진부(? ~ 23년)

### 후한
- 환우(? ~ 79년)
- 양양(梁讓, 순제 시기?): 양상의 동생이다.
- 성진(成瑨, ? ~ 166년): 참소를 받아 태원태수 유질(劉質)과 함께 기시되었다.[20]